# Disciplinární komise
Disciplinární komise je zpravidla volený orgán organizace, který má právo navrhovat či přímo udělovat tresty osobám s touto organizací spojenou za disciplinární provinění. Trest může být různého druhu – od napomenutí, peněžitá sankce, či podmínečného či okamžitého vyloučení z dané organizace. Typy udělovaných trestů a způsob projednávání provinění je většinou uvedena v disciplinárním řádu.

## Příklady disciplinárních komisí
- Disciplinární komise vysoké školy navrhuje tresty pro studenty vysoké školy resp. fakulty.
- Disciplinární komise Komory daňových poradců může za disciplinární provinění daňového poradce uložit písemné napomenutí, pokutu do výše 100 000 Kč, pozastavit výkon daňového poradenství nebo jej vyškrtnout ze seznamu daňových poradců.[1]
- Svou disciplinární komisi mají některé sportovní organizace, například Fotbalová asociace.